# El hombre que plantaba árboles
«El hombre que plantaba árboles» (en francés: L'homme qui plantait des arbres) es un cuento alegórico del autor francés Jean Giono, publicado en 1953. Cuenta la historia de los esfuerzos de un pastor para convertir un desolado valle en las estribaciones de los Alpes, cerca de la Provenza, en un bosque a lo largo de la primera mitad del siglo XX.

## Trama

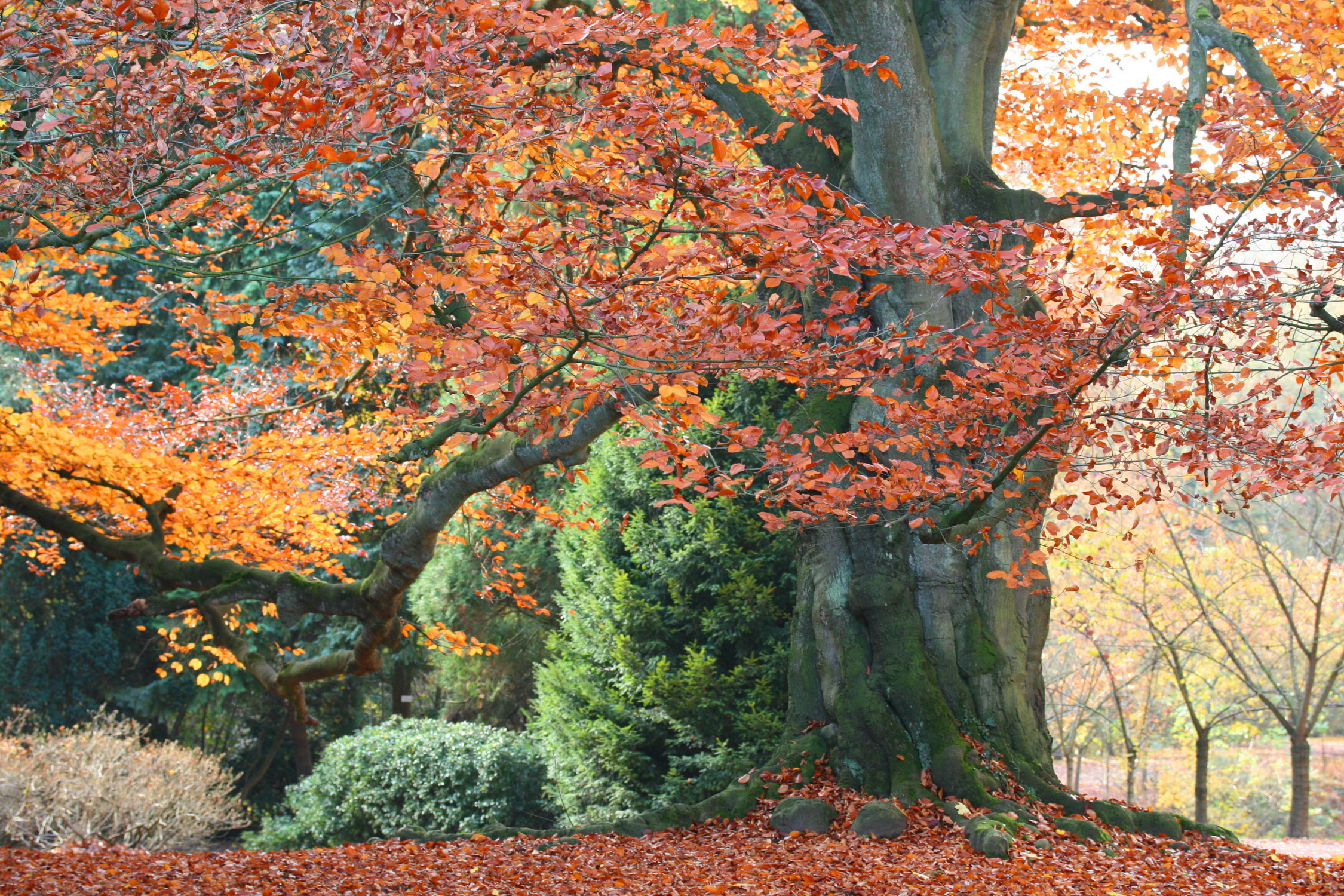
Haya común

La historia es narrada por un hombre que permanece en el anonimato durante todo el relato (aunque se ha sugerido que el narrador tal vez puede ser el autor Jean Giono, no hay ninguna evidencia de esto). La historia comienza en el año 1910, cuando este joven está llevando a cabo una excursión en solitario a través de la Provenza, Francia, cerca de los Alpes, disfrutando de la naturaleza relativamente intacta.
El narrador se queda sin agua en un valle sin árboles, desolado, donde sólo crece lavanda silvestre y no hay rastro de la civilización, excepto por un pueblo desolado y desmoronado. El narrador encuentra solo un arroyo seco, pero es salvado por un pastor de mediana edad que le lleva a una fuente que conoce.
Siente curiosidad por este hombre y el por qué ha elegido una vida solitaria, y por ello el narrador se queda con él por un tiempo. El pastor, tras quedar viudo, decidió restaurar el paisaje en ruinas del valle por sí solo, cultivando un bosque completo, árbol por árbol. El pastor, Elzéard Bouffier, hace agujeros en el suelo con su bastón y deja caer en los agujeros las bellotas que ha logrado reunir.
El narrador deja el pastor y vuelve a casa; más tarde parte a pelear en la Primera Guerra Mundial. En 1920, traumatizado por la guerra, el hombre vuelve. Se sorprende al ver árboles jóvenes de todas las formas echando raíces en el valle, y nuevas fuentes correr a través de él. El narrador se sorprende de la paz y la belleza del valle, y continúa visitando a Bouffier cada año. Bouffier ya no es un pastor, porque se preocupa de que las ovejas afectaran sus árboles jóvenes, y se ha convertido en un apicultor en su lugar.
Durante más de cuatro décadas, Bouffier continúa plantando árboles, y el valle se convierte en una especie de Jardín del Edén. Al final de la historia, el valle es vibrante de vida, reiterada pacíficamente. El valle recibe protección oficial después de la Primera Guerra Mundial. (las autoridades creen erróneamente que el rápido crecimiento de este bosque es un fenómeno natural extraño, ya que no son conscientes de las obras altruistas de Bouffier), y más de 10.000 personas se trasladan allí, todos ellos sin saber que deben su felicidad a Bouffier. El narrador le dice a uno de sus amigos en el gobierno la verdad sobre el bosque natural, y el amigo también ayuda a proteger el bosque.
El narrador visita a Bouffier ya muy viejo por última vez en 1945. En un hospicio de Banon, en 1947, el hombre que plantaba árboles fallece.

## Veracidad
La historia es tan conmovedora que muchos lectores creyeron que Elzeard Bouffier fue un personaje real y el narrador fue el propio Jean Giono, y que por lo tanto, la historia fue en parte autobiográfica. El autor explicó en una carta de 1957 a un representante de la ciudad de Digne:
Lamento decepcionarlo, pero Elzeard Bouffier es un personaje ficticio. El objetivo era hacer a los árboles agradables, o más bien la plantación de árboles agradable.
La carta describía cómo el libro fue traducido a multitud de idiomas, distribuido de forma gratuita, y afirmó que fue un éxito. El autor agregó que, a pesar de que no ganaba un céntimo, había sido uno de los textos de los cuales se encontraba más orgulloso.